# 赫連助興
赫連助興（?—?），中国五胡十六国时代匈奴铁弗部人，夏國开国皇帝赫连勃勃的儿子。
赫連助興在哥哥赫连昌当皇帝时，镇守长安。426年，镇守蒲阪的夏国东平公乙斗在北魏司空奚斤大军到达前，听说都城统万陷落，放弃蒲阪城，向西逃往长安。赫连助兴于是与乙斗放弃长安，西逃安定郡。十二月，奚斤率军进入长安，夏国秦州、雍州的氐族、羌族部落，全部投降奚斤。北凉国君（河西王）沮渠蒙逊和氐王杨玄也派使臣归附北魏。